# Walter Ziegler (Künstler, 1859)
Walter Ziegler (* 23. März 1859 in Debrník (Deffernik) bei Mark Eisenstein; † 17. Juni 1932 in Ach auf Schloss Wanghausen) war ein böhmisch-deutscher und österreichischer Maler und Grafiker (Radierer, Kupferstecher, Illustrator) sowie Sachbuchautor.

## Ausbildung und Wirken
Walter Ziegler studierte an der Akademie der bildenden Künste Wien bei William Unger und an der Akademie der Bildenden Künste München bei Johann Leonhard Raab.
In Wien war er Mitglied der Verbindung Deutscher Kunstakademiker Athenaia. Von ihm wurde mit der Zieglergraphik ein Verfahren zur Herstellung mehrfarbiger künstlerischer Radierungen entwickelt. 1890 wurde er in die Künstlervereinigung Künstlerhaus Wien aufgenommen, kurz bevor er nach München zog, wo er 1891 zu den ersten Vorstandsmitgliedern im Verein für Original-Radierung zählte.
Ab 1893 hielt er sich häufig im Schloss Wanghausen in Ach an der Salzach auf, das seinem Vater Paul und nach dessen Tod ihm gehörte. Auf seine Einladung hin wurde das Schloss zu einem Treffpunkt und teilweise auch Wohnort einiger zeitgenössischer Künstler (u. a. ab 1897 Maximilian Liebenwein, später Paul Klee). Im nahen Burghausen hielten sich um 1900 Künstler wie Paul Horst-Schulze (1876–1937) und Ignatius Taschner auf, mit dem er im Jahr 1900 in München die Schule für Graphische und Dekorative Kunst gründete. 1910 gehörte er dem Vorstand des Deutschen Kunstvereins an. 1923 war er Gründungsmitglied der Innviertler Künstlergilde.
Sein in mehreren Auflagen erschienenes Werk über die manuellen Drucktechniken gilt als Standardwerk. 1906 wurde er als Vertreter der Deutsch-Böhmischen Kunst angeführt. Zu seinen Werken zählen insbesondere auch Landschaften.

## Werke (Auswahl)

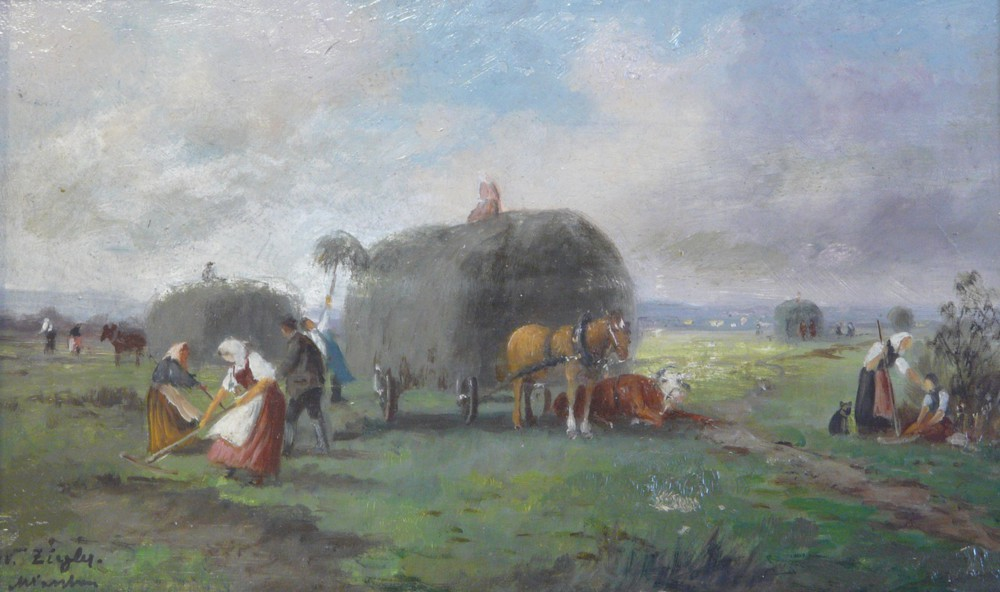
Walter Ziegler: Bei der Heuernte

- Betender Bauer (Bleistiftzeichnung, 1885), angekauft von den OÖ. Landesmuseum
- Bei der Heuernte (Öl auf Holz)
- Nympherich (Mehrfarbentiefdruck)
- Bärtiger Mann mit Kappe (Porträtzeichnung), angekauft vom Innviertler Volkskundehaus in Ried im Innkreis
- Anna Christiane von Hammerstein-Equord (Original-Radierung im OÖ. Landesarchiv)
- Grafikserie (OÖ. Landesarchiv)

## Ausstellungen
- Kunsthandlung Keller und Reiner, Berlin: Ausstellung der Arbeiten des Radierers Walter Ziegler (1899)[5]

## Schriften
- Die Techniken des Tiefdruckes mit besonderer Berücksichtigung der manuellen, künstlerischen Herstellungsverfahren von Tiefdruckplatten jeder Art zur Benutzung für Graphiker, Malerradisten und Kunstfreunde, Halle, 1901
- Die Manuellen graphischen Techniken. Zeichnung, Lithographie, Holzschnitt, Kupferstich und Radierung, sowie die verwandten graphischen Verfahren des Hoch-, Flach- und Tiefdruckes, Halle, 1912
- Walter Ziegler (Hrsg.): Die Manuellen graphischen Techniken. Zeichnung, Lithographie, Holzschnitt, Kupferstich und Radierung, sowie die verwandten graphischen Verfahren des Hoch-, Flach- und Tiefdruckes. 2 Bände, I. Band: Die Schwarz-Weißkunst, Halle 1919 und II. Band: Die manuelle Farbengrafik, Halle 1922, mehrere Auflagen

## Auszeichnungen
- Walter-Ziegler- bzw. Paul-Klee-Zimmer im Bürgerhaus von Burghausen